# ジョン・ヘンリー・ロイド
ジョン・ヘンリー・”ポップ”・ロイド（John Henry "Pop" Lloyd、1884年4月25日 - 1965年3月19日）は、1900〜1920年代にアメリカ合衆国のニグロリーグで活躍していた野球選手。主なポジションは遊撃手。フロリダ州・パラトゥカ生まれ。右投左打。
走・攻・守全ての揃った名選手として、ホーナス・ワグナーらと比較されたニグロリーグ初期の内野手。

## 来歴・人物
1905年にジョージア州メーコンのアクメスという球団で捕手として野球を始め、翌1906年にはニグロリーグのキューバン・X・ジャイアンツと二塁手として契約した。1907年にフィラデルフィア・ジャイアンツに入団した際、正二塁手の座はソル・ホワイトが握っており、ロイドはこのチームで遊撃手として活躍する。
その後1910年にルーブ・フォスターの誘いでシカゴのリーランド・ジャイアンツに所属した後、1911年にはニューヨークのリンカーン・ジャイアンツに入団。ここで打率.475の活躍をし、チームはこの年からリーグを3連覇した。その後1914年にシカゴのアメリカン・ジャイアンツ、1915年にはニューヨークの2球団を渡り歩くなど、めまぐるしく所属球団を変える。1918年からはブルックリンで選手兼任監督もつとめるようになっていた。
1921年にルーブ・フォスターがニグロ・ナショナルリーグを設立した年は、コロンバス・バックアイズで監督をしていたがチーム運営が上手くいかず、翌1922年にはニュージャージー州アトランティックシティに戻り、アトランティックシティ・バカラック・ジャイアンツに所属。1923年にイースタンカラードリーグが創設された際、オーナーのエド・ボールデンはロイドをヒルデールの監督として迎え入れる。ヒルデールはこの年32勝17敗でリーグを制覇、ロイド自身も打率.418を記録する。しかしロイドは翌1924年チームを離れアトランティックシティに復帰、既に40歳になっていたにもかかわらず、この年打率.444でリーグの首位打者のタイトルを獲得する。1926年からは再びニューヨークに移ってリンカーン・ジャイアンツの監督兼任選手となり、1928年に打率.564、11本塁打を記録した。
ロイドはまた、1907年シーズンにキューバを訪れて以後、ニグロリーグの試合がない冬場にはキューバ国内リーグ"リーガ・クバーナ・デ・ベイスボル"に参加してプレーをしていた。キューバリーグでの経歴は1930年までの間で12シーズンにも及び、この間レオネス・デル・ハバナ（1912）とアラクラネス・デル・アルメンダレス（1924/25年,1925/26年）で計3回のリーグ制覇を経験している。ロイドの内野ゴロを捌く姿から、キューバでは"La Cuchara"（ラ・クチャラ：シャベルもしくはスプーンのこと）というニックネームで呼ばれていた。
1931年からアトランティックシティに監督兼任で復帰し、1932年のプレーを最後に現役を引退する。現役生活は26年にも及んだ。その間多くのチームを渡り歩いたが、後日ロイドはその理由を聞かれ、「金のあった所が私のプレーした所だよ」と答えたそうである。現役中の態度は非常に紳士的で口調も柔らかく、また酒も飲まなかったという。ロイドはニグロリーグの選手だけでなくメジャーリーガーからも賞賛を受け、ベーブ・ルースは彼を『人種を問わず最高の野球選手』と評価していた。
1965年にアトランティックシティで死去。1977年にニグロリーグ特別委員会によりアメリカ野球殿堂入り。

## 記録・表彰等
- ニグロリーグでの通算打撃記録：2881打数970安打、打率.337
- キューバン・ウィンターリーグでの通算打率：.329